# Dicranomyia chathamensis
Dicranomyia chathamensis là một loài ruồi trong họ Limoniidae. Chúng phân bố ở miền Australasia.